# Черемисиново
Это статья о населённом пункте. О железнодорожной станции см. Черемисиново (станция).
Череми́синово — посёлок городского типа, административный центр Черемисиновского района Курской области России.
Расположен недалеко от реки Тим (бассейн Дона), в 88 км по автомобильной дороге и 86 км по железной дороге к северо-востоку от Курска.
Образует одноимённое муниципальное образование посёлок Черемисиново со статусом городского поселения как единственный населённый пункт в его составе.
Глава поселковой администрации — Хмелевской Владимир Михайлович

## История
Посёлок возник на месте станции Липовская, открытой в 1894 году при строительстве железной дороги через эти места. Считается, что своим названием посёлок обязан помещику Ефиму Черемисинову, отправлявшему свои товары через станцию Липовскую. 
В 1934 году Черемисиново стало центром самостоятельного района (без уездного и волостного подчинения).
Во время Великой Отечественной войны Черемисиново было оккупировано немецко-фашистскими войсками дважды: с 26 ноября 1941 года по 29 декабря 1941 года и с 28 июня 1942 года по 3 февраля 1943 года. После выделения Черемисиновского района из Щигровского района 2 января 1967 года, Черемисиново вновь стало административным центром Черемисиновского района.

## Население
| 1939  | 1959  | 1970  | 1979  | 1989  | 2002  | 2006  | 2009  | 2010  |
| ----- | ----- | ----- | ----- | ----- | ----- | ----- | ----- | ----- |
| 1002  | ↗1743 | ↗2164 | ↗3547 | ↗4805 | ↘4075 | ↘4000 | ↘3775 | ↗3812 |
| 2012  | 2013  | 2014  | 2015  | 2016  | 2017  | 2018  | 2019  | 2020  |
| ↘3700 | ↘3598 | ↘3539 | ↘3482 | ↘3437 | ↘3382 | ↘3328 | ↘3256 | ↘3161 |
| 2021  |       |       |       |       |       |       |       |       |
| ↗3367 |       |       |       |       |       |       |       |       |

Национальный состав
По итогам переписи населения 2020 года проживали следующие национальности (национальности менее 0,1 % и другое, см. в сноске к строке «Другие»):
| Национальность | Численность, чел. | Доля     |
| -------------- | ----------------- | -------- |
| Русские        | 3199              | 95,01 %  |
| Армяне         | 17                | 0,50 %   |
| Украинцы       | 12                | 0,36 %   |
| Ингуши         | 7                 | 0,21 %   |
| Азербайджанцы  | 6                 | 0,18 %   |
| Турки          | 5                 | 0,15 %   |
| Осетины        | 5                 | 0,15 %   |
| Грузины        | 4                 | 0,12 %   |
| Другие         | 112               | 3,32 %   |
| Итого          | 3367              | 100,00 % |

## Экономика
- Маслозавод
- Инкубаторно-птицеводческая станция
- Кирпичный завод[27]
- Нефтебаза
- Типография

## Транспорт
В посёлке расположена одноимённая железнодорожная станция однопутной тепловозной линии Курск — Воронеж (магистраль Воронеж — Киев). Также через Черемисиново проходит автомобильная дорога Курск — Щигры — Черемисиново — Касторное.

## Культура
В Черемисиново расположены областные государственные общеобразовательные учреждения «Черемисиновская средняя общеобразовательная школа» и «Краснополянская средняя общеобразовательная школа», а также муниципальные образовательные учреждения: муниципальное дошкольное образовательное учреждение «Черемисиновский детский сад комбинированного вида „Солнышко“» и муниципальное образовательное учреждение дополнительного образования детей «Дом детского творчества».
Имеется краеведческий музей, две библиотеки: ОГУК «Черемисиновская центральная библиотека» (ул. Мира) и Черемисиновская центральная детская библиотека-филиал (ул. Первомайская). В Черемисиново расположен Дворец культуры и кинотеатр.
Сфера здравоохранения представлена районной больницей (есть поликлиника и стационар).

## Галерея

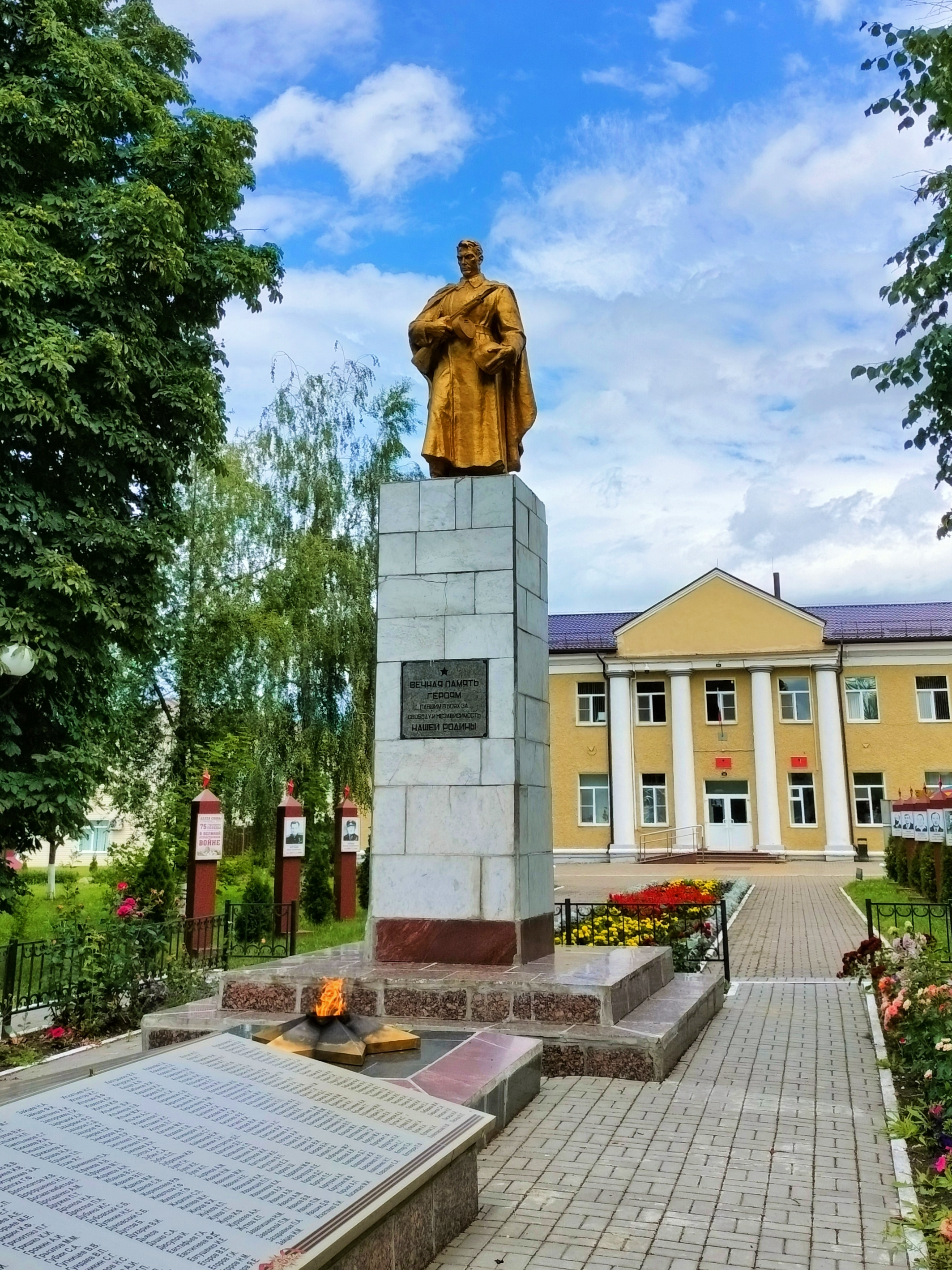
Памятник павшим за свободу и независимость Родины
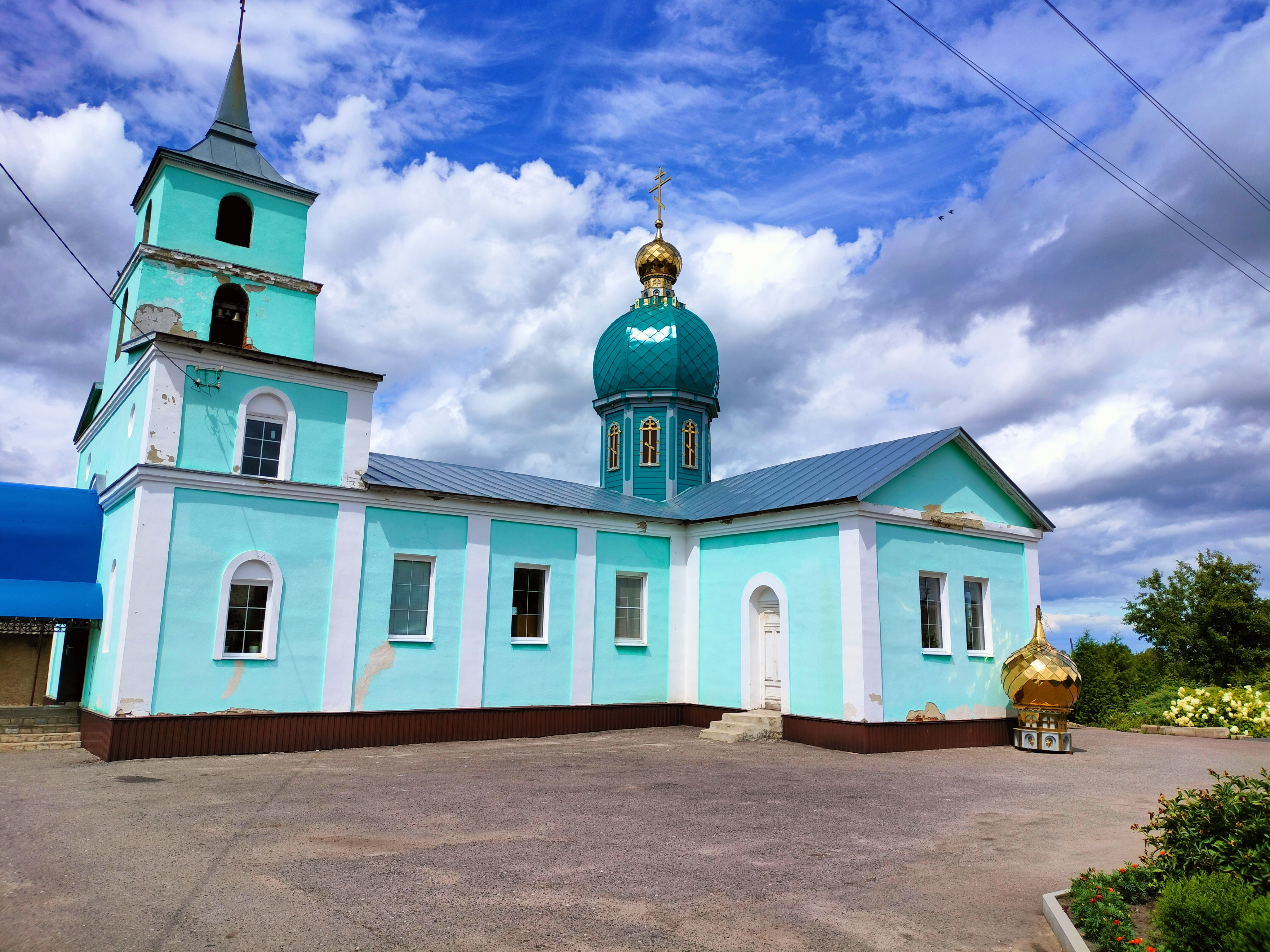
Церковь Сошествия Святого Духа